# Großzschachwitz
Großzschachwitz ist ein Stadtteil von Dresden an der Grenze zu Heidenau. Gemeinsam mit Sporbitz bildet er den statistischen Stadtteil Großzschachwitz im Stadtbezirk Leuben.

## Geografie
Großzschachwitz liegt zwischen den Stadtteilen Niedersedlitz, Sporbitz, Leuben und Kleinzschachwitz. Getrennt wird Großzschachwitz von Kleinzschachwitz im Nordosten durch den Lockwitzbach. Im Nordwesten sind die Grenzen die Berthold-Haupt-Straße und das Dresdner Margarine-Werk bzw. das VEM-Sachsenwerk (ein Elektromotorenwerk), im Westen die Straße des 17. Juni, die Hochhäuser Niedersedlitz und das Industriegebiet Bosewitzer Straße.
Das Zentrum bildet die Haltestelle Bahnhofstraße mit dem Kaufhaus Günther (seit Dezember 2007 geschlossen, 2016 abgerissen) und dem Zschachwitz-Center.
Das Gebiet liegt in der Nähe eines alten Elbarms und weist daher mehrere Kiesgruben auf. Daneben gibt es heute überwiegend lockere Wohnbebauung und einige Feldflächen.

## Geschichte

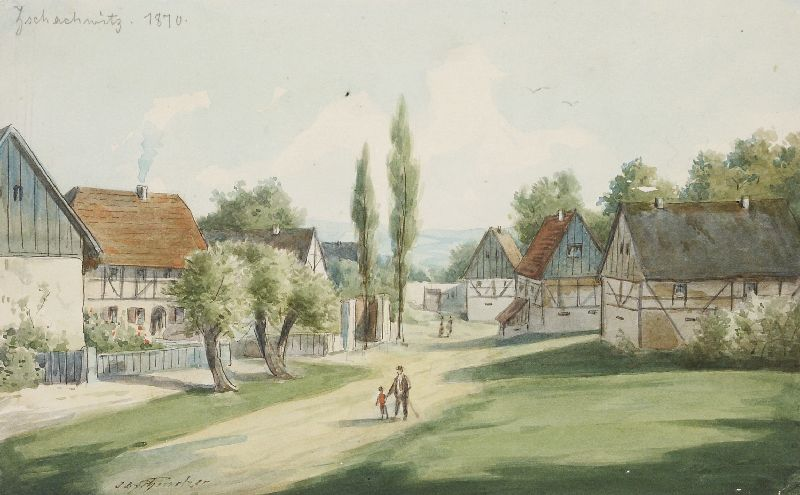
Ansicht von Zschachwitz, 1870

Großzschachwitz wurde 1350 als Schachwicz erstmals erwähnt, 1791 taucht die noch heute benutzte Benennung Großzschachwitz auf.
Wie alle Gemeinden an der Pirnaer Landstraße wurde der Ort in Kriegszeiten völlig verwüstet, zuletzt im Zusammenhang mit der Schlacht um Dresden im Jahre 1813. Bauern und Häusler bauten den Ort bis in das 19. Jahrhundert immer wieder auf.
1840 trat die Gemeinde in einen Schulverband mit Kleinzschachwitz ein, 1897 in eine beiderseitige Kirchengemeinde. 1890 konnte die Gemeinde nur etwa 1/3 der Einwohnerzahl von Kleinzschachwitz ausweisen, entwickelte sich dann aber um die Jahrhundertwende zu einem stark bevölkerten Arbeiterwohnort. 1898 erhielt Großzschachwitz eine eigene Schule (92. Grundschule „An der Aue“).
Um 1921, als Kleinzschachwitz nach Dresden eingemeindet wurde, schlossen sich Großzschachwitz, Meußlitz und Sporbitz zu der Gemeinde Zschachwitz zusammen, die 1950 nach Dresden eingemeindet wurde. Ab 1971 wurde das Plattenbaugebiet „Rathener Straße“ erbaut.

## Infrastruktur

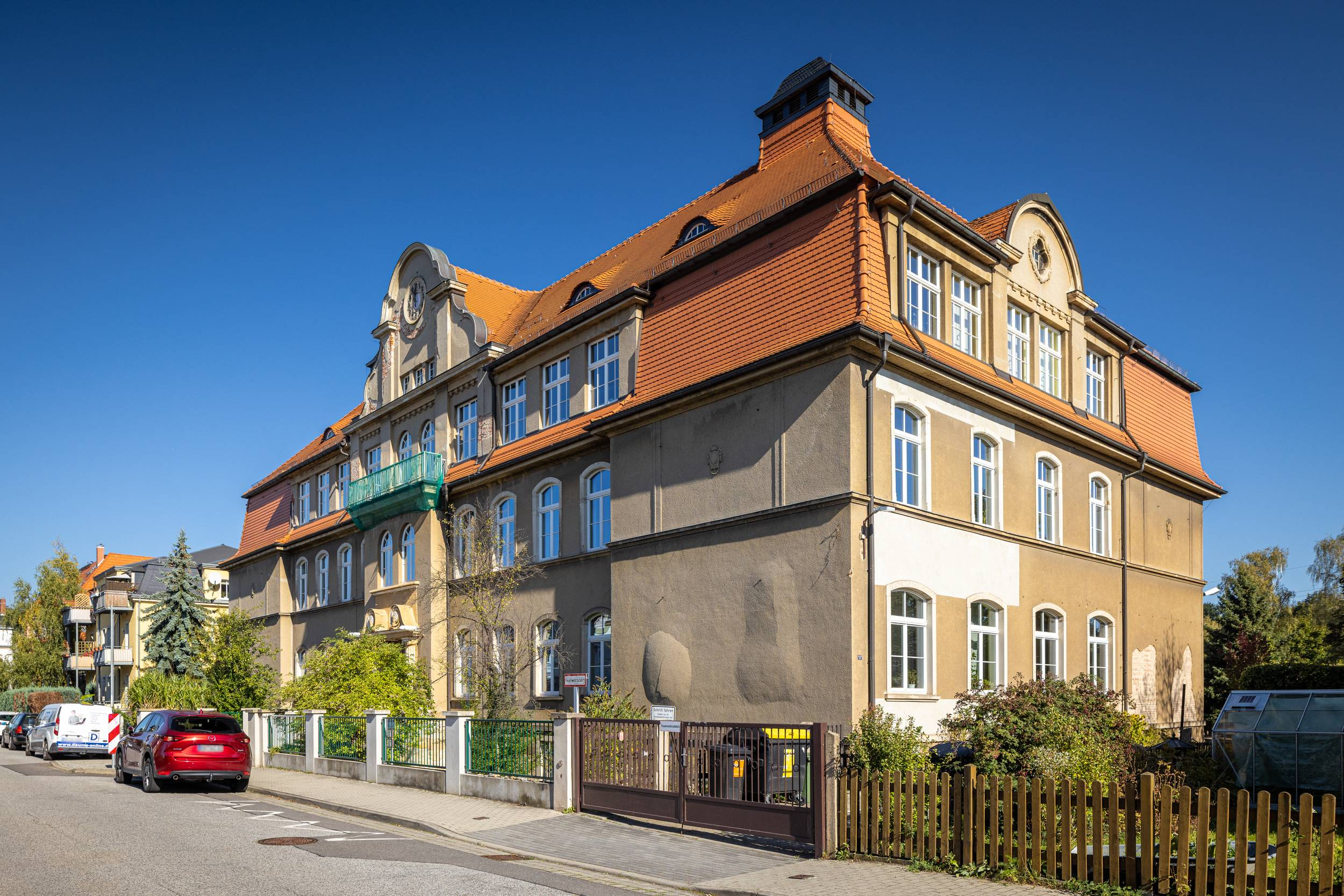
92. Grundschule An der Aue

Großzschachwitz wird an die nähere Umgebung durch die drei Buslinien 65, 86, und 88 der Dresdner Verkehrsbetriebe angeschlossen, das Stadtzentrum erreicht man mit den Straßenbahnlinien 2 und 6. Anschluss besteht außerdem an die S-Bahn Dresden mit den Linien S1 und S2 an den Haltepunkten Dresden-Niedersedlitz und Dresden-Zschachwitz der Bahnstrecke Pirna–Coswig. Der Stadtteil verfügt auch über eine Schule (92. Grundschule „An der Aue“).

## Persönlichkeiten
- Fritz Haenchen (1907–1986), Gartenbauinspektor
- Herbert Kegel (1920–1990), Dirigent